# Kalilangan, Bukidnon
Kalilangan là một đô thị hạng 4 ở tỉnh Bukidnon, Philippines. Theo điều tra dân số năm 2000 của Philipin, đô thị này có dân số 30.592 người trong 5.873 hộ.

## Các đơn vị hành chính
Kalilangan được chia thành 14 barangay.
- Bangbang
- Baborawon
- Canituan
- Kibaning
- Kinura
- Lampanusan
- Maca-opao
- Malinao
- Pamotolon (Pamotdon)
- Poblacion
- Public
- Ninoy Aquino
- San Vicente Ferrer
- West Poblacion